# Grenderich
Grenderich ist eine Ortsgemeinde im Landkreis Cochem-Zell in Rheinland-Pfalz. Sie gehört der Verbandsgemeinde Zell (Mosel) an. Der Ort ist nicht zu verwechseln mit dem untergegangenen Grenderich auf Grimburger Gemarkung.

## Geographie
Die Gemeinde Grenderich liegt auf einem zur Mosel abdachenden Riedel des nördlichen Mosel-Hunsrücks in einer Höhe von 420 m etwa 5 km von der Mosel entfernt. Es wird dorthin mit der Landesstraße L 98 nach Senheim oder die L 199 durchs Mühlental nach Merl (Zell) angeschlossen. Parallel zur L 98 kann der Ort auch auf einer Teilstrecke des Keltenweg Nahe–Mosel erwandert werden.
Zu Grenderich gehören auch die Wohnplätze Vogthof und Zirweshof.

## Geschichte
1238 wird Grenderich erstmals urkundlich erwähnt. Der Ort zählte bis 1780 zur Vogtei Senheim im „Dreiherrischen Territorium“. Wie im Beltheimer Gericht teilten sich Kurtrier, Sponheim und Braunshorn (später Winneburg und Metternich) die Landesherrschaft. Ab 1794 stand Grenderich unter französischer Herrschaft und gehörte von 1798 bis 1814 zum Kanton Zell. 1815 wurde die Region und damit der Ort Grenderich auf dem Wiener Kongress dem Königreich Preußen zugeordnet.
Grundsteinlegung für die Grendericher Kirche war im Jahr 1870. Der Neubau wurde 1872 nach Plänen des Kreisbaumeisters Schmitt aus Cochem fertiggestellt.
Seit 1946 ist Grenderich Teil des damals neu gebildeten Landes Rheinland-Pfalz. Durch das 8. Verwaltungsvereinfachungsgesetz vom 18. Juli 1970 mit Wirkung vom 7. November 1970 wurde die Gemeinde Grenderich nach der Auflösung der Verbandsgemeinde Senheim der Verbandsgemeinde Zell (Mosel) zugeordnet.
Zeitgleich mit dem Bau der Pydna (Raketenbasis) in den 1980er Jahren wurde auf der Gemarkung bei Grenderich eine MIM-104 Patriot-Flugabwehrraketenstellung errichtet. Diese Stellung wurde 1990 aufgegeben und die Einheit in den nahen Osten zum Einsatz in den Irak-Krieg verlegt.
Statistik zur Einwohnerentwicklung
Die Entwicklung der Einwohnerzahl der Gemeinde Grenderich, die Werte von 1871 bis 1987 beruhen auf Volkszählungen:
| Jahr | Einwohner |
| ---- | --------- |
| 1815 | 402       |
| 1835 | 661       |
| 1871 | 647       |
| 1905 | 525       |
| 1939 | 463       |
| 1950 | 424       |

| Jahr | Einwohner |
| ---- | --------- |
| 1961 | 444       |
| 1970 | 452       |
| 1987 | 393       |
| 2005 | 440       |
| 2017 | 384       |

## Politik

### Gemeinderat
Der Gemeinderat in Grenderich besteht aus acht Ratsmitgliedern, die bei der Kommunalwahl am 9. Juni 2024 in einer Mehrheitswahl gewählt wurden, und dem ehrenamtlichen Ortsbürgermeister als Vorsitzendem.

### Bürgermeister
Wolfgang Wallrath wurde am 28. Juni 2019 Ortsbürgermeister von Grenderich. Da bei der Direktwahl am 26. Mai 2019 kein Bewerber angetreten war, oblag die Neuwahl des Bürgermeisters gemäß Gemeindeordnung dem Rat. Dieser entschied sich mehrheitlich für Wallrath. Bei der Direktwahl am 9. Juni 2024 setzte er sich mit einem Stimmenanteil von 73,9 % gegen einen Mitbewerber durch und wurde damit für weitere fünf Jahre in seinem Amt bestätigt.
Wallraths Vorgänger als Ortsbürgermeister war bis 2019 Udo Theis.

## Wirtschaft
Am nördlichen Ortsrand befindet sich ein Maschinenbauunternehmen, während sich am südwestlichen Ortsrand der Standort einer Fensterbaufirma befindet. In der Ortsmitte ist der Standort eines Lebensmittel-Großhandels.

## Verkehr
Grenderich ist an den überörtlichen Verkehr über die etwa fünf Kilometer südlich verlaufende Bundesstraße 421 angebunden. Der nächste Bahnhof ist Bullay an der Moselstrecke, etwa elf Kilometer westlich. Der nächste Flughafen ist Frankfurt-Hahn, der in etwa 25 km über die B 421 nach Kappel und die Hunsrückhöhenstraße erreicht wird.

## Sonstiges
Zwischen den Orten Grimburg und Gusenburg im Landkreis Trier-Saarburg befand sich bis zum Dreißigjährigen Krieg ebenfalls ein Dorf mit dem Namen Grenderich.